# Соколски дом у Зрењанину
Соколски дом у Зрењанину грађен је од 1924. до 1927. године по пројекту чувеног архитекте Драгише Брашована. До данас је задржао намену спортског објекта.

## Соколско друштво
Соколско друштво у Великом Бечкереку основано је 1912. године, а забрањено већ 1914. по избијању Првог светског рата. Рад друштва настављен је 1920. године. Услед недостатка адекватног простора, соколи су за вежбање користили гимнастичку салу овдашње гимназије.

## Архитектура
Градитељска делатност Брашована у Великом Бечкереку везана је за кратак временски период 1919. и 1920. године, када је обављао функцију жупановог стручног тајника за урбанизам и архитектуру. Из Будимпеште је у Велики Бечкерек дошао на позив свог зета, тадашњег Великог жупана Торонталске жупаније, адвоката др Славка Жупанског. Од тренутка кадa је постао градски архитекта, већ је имао 12 година праксе у Будимпешти, где је дипломирао на Политехничком факултету 1912. године. Соколски дом у Зрењанину представља прво његово изведено дело у граду. За разлику од већег дела Брашовановог опуса који припада модернизму, Соколски дом у Зрењанину подигнут је у стилу академизма. Централним делом зграде доминирају утројени стубови са пирамидалним кровом, који је постамент за две скулптуре. Фигуре ратника од вештачког камена на ризалитима представљају једно од последњих дела вајара Пашка Вучетића. Једна мушка фигура држи штит и мач, а друга штит, копље и мач. Иза обе фигуре налази се соко, персонификација соколског покрета. Соколски дом освећен је 20. марта 1927. године.
После Другог светског рата Соколски дом постаје дом Друштва за телесно васпитање „Партизан”, а данас носи назив Дом борилачких спортова.
Соколски дом у Зрењанину налази се у проширеној зони заштићеног амбијента старог језгра Зрењанина. Сама грађевина је споменик културе од великог значаја.

## Галерија
- Соколски дом у Великом Бечкереку по изградњи